# كارلوس أريدوندو (لاعب كرة قدم)
كارلوس أريدوندو (بالإسبانية: Carlos Arredondo)‏ هو لاعب كرة قدم أرجنتيني في مركز الدفاع، ولد في 26 أكتوبر 1933 في بوينس آيرس في الأرجنتين. شارك مع منتخب الأرجنتين لكرة القدم. أما مع النوادي، فقد لعب مع بانفيلد وبوكا جونيورز وهوراكان.

## وصلات خارجية
- كارلوس أريدوندو (لاعب كرة قدم) على موقع ناشيونال فوتبول تيمز (الإنجليزية)